# Cœur de pirate
Béatrice Mireille Martin (n. 22 septembrie 1989, Outremont⁠(d), provincia Québec, Canada) cunoscută mai bine sub numele de scenă Cœur de Pirate (franceză Inimă de Pirat) este o cantautoare și pianistă canadiană. Fiind o francofonă din Montreal, ea cântă de obicei în franceză și a fost lăudată pentru că a adus la chanson française (cântecul francez) unei noi generații a tineretului din Quebec.

## Carieră
Născută în provincia Quebec, Béatrice Martin a început să cânte la pian la vârsta de 3 ani. Ea a fost admisă la Conservatoire de musique du Québec à Montréal la 9 ani și a studiat acolo timp de 5 ani.
La 15 ani, a cântat la orgă în trupa de post-hardcore December Strikes First, din care a făcut parte și prietenul ei cel mai bun, Francis, care va deveni mai târziu subiectul piesei „Francis” de pe albumul de debut. De asemenea, ea a mai avut o performanță scurtă și în trupa Bonjour Brumaire, de la sfârșitul lui 2007 până în aprilie 2008.

## Discografie

### 2007–2009: Albumul de debut și primul succes
Într-un reportaj difuzat la o televiziune franceză, Béatrice Martin a explicat alegerea numelui „Cœur de pirate”. Ea a nu a dorit să apară „ca o muziciancă izolată, ci a vrut să aibă din start o identitate a trupei.”  Și-a lansat albumul de debut Cœur de pirate pe data de 16 septembrie 2008, în Grosse Boîte.
În februarie 2009, Béatrice Martin a atras o mai mare atenție , iar, când un fotograf din Quebec, Francis Vachon, a folosit cântecul „Ensemble” ca soundtrack pentru un video care a fost foarte răspândit pe YouTube, denumit „Time lapse of a baby playing with his toys”.

### 2009–2011: Proiectele laterale Pearls și Armistice
În martie 2009, Béatrice Martin a lansat un cântec în engleză, „One for Me”, sub numele de Pearls pe MySpace. Într-un interviu ulterior, ea a descris proiectul ca fiind o glumă și că nu a plănuit să îl continue, deși nu a exclus posibilitatea de a lansa mai târziu melodii în engleză.
În iunie 2009, a avut o apariție specială la CBC Radio, în cadrul emisiunii Q, cu Jian Ghomeshi, cântând single-ul „Ensemble” și un nou cântec, intitulat „Place de la république”.
În mai 2010, Béatrice Martin a cântat cu Jay Malinowski din trupa Bedouin Soundclash în emisiunea Q, și a vorbit despre o colaborare cu acesta în viitor. Ea a apărut apoi în piesa „Brutal Hearts” a celor de la Bedouin Soundclash de pe albumul Light the Horizon. Martin, Malinowski, și alți membri ai trupei rock The Bronx au colaborat apoi sub numele de Armistice, la un album cu 5 piese care a fost lansat pe 15 februarie 2011.

### 2011-prezent:Blonde,TraumașiChild of Light
Pe 27 martie 2011, Béatrice Martin a dezvăluit prin intermediul paginii sale de Facebook că se va întoarce la studio a doua zi să înceapă munca pentru cel de-al doilea ei album. Al doilea ei album, Blonde, a fost lansat pe 7 noiembrie 2011, atât în versiune digitală, cât și pe piață.
După ce a anunțat că este însărcinată în februarie 2012, Béatrice Martin a încetat să mai meargă în turnee în a doua jumătate a anului și a născut o fetiță în luna septembrie. La începutul lui 2013, ea s-a întors cu un clip muzical pentru „Place de la république”, fiind pentru prima oară în rolul de director.
În 2013, a înregistrat muzica pentru al cincilea sezon din drama canadiana Trauma, cu un album lansat pe 14 ianuarie 2014.
În 2014, a compus soundtrack-ul pentru producția de jocuri video Child of Light a celor de la Ubisoft Montreal.